# Leslie Wing
Leslie Wing Pomeroy, även känd som Leslie Wing, är en amerikansk skådespelare som mest är känd för sin roll som Lucille Bolton, mor till Troy Bolton (Zac Efron) i High School Musical.

## Filmografi
| Film       | Film                                   | Film                                     | Film                                                                       |
| År         | Film                                   | Roll                                     | Övrigt                                                                     |
| ---------- | -------------------------------------- | ---------------------------------------- | -------------------------------------------------------------------------- |
| 1983       | Girls of the White Orchid              | Lisa                                     | TV-Film                                                                    |
| 1984       | The Lonely Guy                         | Brenda                                   |                                                                            |
| 1984       | The Cowboy and the Ballerina           | Natalia                                  | TV-Film                                                                    |
| 1985       | The Dungeonmaster                      | Gwen Rogers                              |                                                                            |
| 1985       | Love, Mary                             | Jill                                     | TV-Film                                                                    |
| 1987       | Perry Mason: The Case of the Lost Love | Kvinna                                   | TV-Film                                                                    |
| 1987       | Retribution                            | Jennifer Curtis                          |                                                                            |
| 1993       | Calendar Girl                          | Ned's Mor                                |                                                                            |
| 1996       | The Frighteners                        | Mrs Waterhouse                           |                                                                            |
| 1998       | Strangeland                            | Madeline Roth                            |                                                                            |
| 2006       | High School Musical                    | Lucille Bolton                           | TV-Film                                                                    |
| 2006       | Return to Halloweentown                | Dr. Goodwyn                              | TV-Film                                                                    |
| 2007       | High School Musical 2                  | Lucille Bolton                           | TV-Film                                                                    |
| 2008       | High School Musical 3                  | Lucille Bolton                           | BIO-film                                                                   |
| Television |                                        |                                          |                                                                            |
| År         | Titel                                  | Roll                                     | Övrigt                                                                     |
| 1983       | Knight Rider                           | Layla Charon Callan                      | Avsnitt: Ring of Fire                                                      |
| 1984       | Simon & Simon                          | Ballerina Holly McGinnis                 | Avsnitt: Heels and Toes                                                    |
| 1985       | This Is the Life                       | Okänd roll                               | Avsnitt: How Shall We Then Live? Episode: The Stranger                     |
| 1985       | The Fall Guy                           | Kate Hillman                             | Avsnitt: Tailspin                                                          |
| 1985       | Moonlighting                           | Mary Goodman                             | Avsnitt: Twas The Episode Before Christmas                                 |
| 1985       | Shadow Chasers                         | Amelia                                   | Avsnitt: The Many Lives of Jonathan                                        |
| 1986       | Mike Hammer                            | Unknown Role                             | Avsnitt: Deirdre                                                           |
| 1987       | CBS Summer Playhouse                   | Annie                                    | Avsnitt: Travelin' Man                                                     |
| 1988       | Magnum, P.I.                           | Miss Rockwell                            | Avsnitt: Unfinished Business                                               |
| 1992       | The Trials of Rosie O'Neill            | Unknown Role                             | Avsnitt: Double Bind                                                       |
| 1993       | Melrose Place                          | Therapist                                | Avsnitt: State of Need                                                     |
| 1989-1993  | Matlock                                | Hillary Benson (1989) Jane Dryden (1993) | Avsnitt: The Other Woman (1989) Episode: The Play (1993)                   |
| 1995       | Babylon 5                              | Mother                                   | Avsnitt: And Now for a Word                                                |
| 1995       | Xena: Warrior Princess                 | Queen Karis                              | Avsnitt: Death in Chains Show releated to Hercules: The Legendary Journeys |
| 1995       | Hercules: The Legendary Journeys       | Queen Karis                              | Avsnitt: Highway to Hades Show releated to Xena: Warrior Princess          |
| 2005       | Everwood                               | Registration Woman                       | Avsnitt: Giving Up the Girl                                                |